# حالا یا هرگز!
حالا یا هرگز! (لهستانی: Teraz albo nigdy!) یک مجموعهٔ تلویزیونی درام لهستانی است که در سال ۲۰۰۸ منتشر شد.

## گزیدهٔ بازیگران
- مارتا ژمودا تژبیاتوفسکا
- ماتئوش دامینتسکی
- آگاتا بوزک
- بارتومیئی کاسپشیکوفسکی
- رافائو کرولیکوفسکی
- کاتاژینا ماچونگ
- یان ویچورکوفسکی
- ماوگوژاتا کوژوخوفسکا
- تامارا آرچیوخ
- الگا بووانچ
- پشمیسواف استیپا
- یژی زلنیک
- لیلیانا کوموروفسکا
- ماریا مامونا
- میخاو میکووایچاک
- کاتاژینا آنکودوویچ
- کشیشتف گلوبیش
- بئاتا تیشکیه‌ویچ
- ماوگوژاتا زایاژکوفسکا
- مارک فرانتسکوویاک
- یوآنا شینکیویچ
- لئون خارویچ
- ووجیمیژ ماتوشاک
- الکساندر بدناش
- ووجیمیش آدامسکی
- مارچین پرخوچ
- بارتوش اوپانیا
- ماگدالنا کومورک
- آنا موخا
- مودست روچینسکی
- الکساندرا شفد
- ماگدالنا روژچکا
- ماوگوژاتا فورمنیاک
- کاتاژینا وارنکه
- آگنیشکا ویندووخا
- یاکوب پِـشِـبیندوفسکی

## خلاصه آمار نمایش
| فصل | فصل | زمان پخش   | قسمت‌ها     | آغاز پخش       | پایان پخش      | ساعت پخش                  | میانگین بینندگان |
| --- | --- | ---------- | ---------- | -------------- | -------------- | ------------------------- | ---------------- |
|     | ۱.  | بهار ۲۰۰۸  | ۱–۱۳ (۱۳)  | ۳۰ مارس ۲۰۰۸   | ۲۲ ژوئن ۲۰۰۸   | یکشنبه‌ها، حدود ساعت ۱۰ شب | ۲٫۹۸۰٫۰۴۵        |
|     | ۲.  | پاییز ۲۰۰۸ | ۱۴–۲۶ (۱۳) | ۷ سپتامبر ۲۰۰۸ | ۳۰ نوامبر ۲۰۰۸ | یکشنبه‌ها، حدود ساعت ۱۰ شب | ۲٫۷۵۵٫۲۴۴        |
|     | ۳.  | بهار ۲۰۰۹  | ۲۷–۳۷ (۱۱) | ۸ مارس ۲۰۰۹    | ۱۷ مه ۲۰۰۹     | یکشنبه‌ها، حدود ساعت ۱۰ شب | ۲٫۳۸۱٫۱۳۸        |
|     | ۴.  | پاییز ۲۰۰۹ | ۳۸–۴۴ (۷)  | ۶ سپتامبر ۲۰۰۹ | ۱۸ اکتبر ۲۰۰۹  | یکشنبه‌ها، حدود ساعت ۱۰ شب | ۲٫۶۳۳٫۸۰۶        |